# ジョー・ハッシング
ジョー・ハッシング（Joe Hutshing）は、アメリカ合衆国の編集技師である。カリフォルニア州サンディエゴで育つ。オリバー・ストーンやキャメロン・クロウ監督作品に多く参加している。
『7月4日に生まれて』と『JFK』でアカデミー編集賞を2度受賞した。
アメリカ映画編集者協会の会員である。

## 主なフィルモグラフィ
- フェリスはある朝突然に Ferris Bueller's Day Off （1986年） 音響編集補佐（ノンクレジット）
- プリンセス・ブライド・ストーリー The Princess Bride （1987年） 音響補佐
- ヴァレー・ガール Valley Girl （1987年） 編集補佐
- ウォール街 Wall Street （1987年） 編集補佐
- トーク・レディオ Talk Radio （1988年） 編集
- 7月4日に生まれて Born on the Fourth of July （1989年） 編集
- ドアーズ The Doors （1991年） 編集
- JFK JFK （1991年） 編集
- 幸福の条件 Indecent Proposal （1993年） 編集
- 激流 The River Wild （1994年） 編集
- フレンチ・キス French Kiss （1995年） 編集
- ブロークン・アロー Broken Arrow （1996年） 編集
- ザ・エージェント Jerry Maguire （1996年） 編集
- ジョー・ブラックをよろしく Meet Joe Black （1998年） 編集
- マルコヴィッチの穴 Being John Malkovich （1999年） 追加編集
- あの頃ペニー・レインと Almost Famous （2000年） 編集
- バニラ・スカイ Vanilla Sky （2001年） 編集
- ライブ・フロム・バグダッド 湾岸戦争最前線 Live from Baghdad （2002年） テレビ映画、編集
- 恋愛適齢期 Something's Gotta Give （2003年） 編集
- スケルトン・キー The Skeleton Key （2005年） 編集
- ホリデイ The Holiday （2006年） 編集
- 大いなる陰謀 Lions for Lambs （2007年） 編集
- ブッシュ W. （2008年） 編集
- 恋するベーカリー It's Complicated （2009年） 編集
- ツーリスト The Tourist （2010年） 編集
- 野蛮なやつら/SAVAGES Savages （2012年） 編集
- メタリカ・スルー・ザ・ネヴァー Metallica Through the Never（2013年） 編集
- アロハ Aloha（2015年） 編集
- クラウン・ハイツ/CROWN HEIGHTS Crown Heights（2017年） 編集
- グレイテスト・ショーマン The Greatest Showman（2017年） 編集
- フッド: ザ・ビギニング Robin Hood （2018年） 編集